# Sinibrama wui
 Sinibrama wui és una espècie de peix cipriniforme de la família dels ciprínids que es troba a la Xina.